# Huetar
Huetar ist eine ausgestorbene indigene Sprache Mittelamerikas, die zur Familie der Chibcha-Sprachen gehörte. Es wurde im heutigen Costa Rica und Panama gesprochen und war vor der spanischen Eroberung die Lingua franca des Zentraltales (Valle Central) von Costa Rica. Im Laufe des 17. Jahrhunderts starb das Huetar aus, da die überlebenden indigenen Einwohner des Valle Central das Spanische als Umgangssprache übernahmen. Das Huetar war eng verwandt mit dem Maleku und wird von manchen Sprachwissenschaftlern als ein Dialekt desselben betrachtet.